# Ciberdrama
Ciberdrama o hiperdrama es un concepto de teatro virtual. 
Para colectivos como la Electronic Literature Organization, es sinónimo de "teatro virtual" como creación colectiva y en red de textos teatrales, en ocasiones a partir de parámetros ya definidos, y empleando algunos de los recursos de las nuevas tecnologías como el hipertexto. Está relacionado con la creación de personajes de rasgos humanos, capaces de interacción.[cita requerida] Uno de los ejemplos más conocidos es Eliza, supuesta psiquiatra virtual, de la que existen varias versiones.
En el ámbito de la ludología el ciberdrama se relaciona con entornos virtuales de ficción en los que el usuario puede transformarse en un personaje e interactuar con otros usuarios.[cita requerida]
Los ejemplos más antiguos son los llamados MUDs (Multi-User Dungeons/Domains) y, más tarde los MOOs (MUD Object Oriented), similares a las primitivas aventuras gráficas en las que se actuaba mediante comandos textuales, en lugar de con una interfaz visual, como sucede en las más modernas. Balzhur es un ejemplo de MUd. Los MOOs presentan una mayor variedad de temas y usuarios, y una interfaz amigable para el usuario, aunque suelen mantener el ambiente ficcional de los MUDs.
Los modelos más modernos equivalentes a los MUDs y los MOOs son aquellos juegos de ordenador en los que el usuario debe adoptar una identidad ficticia e interactuar en un mundo virtual, tal como sucede en Myst o en Los Sims. Últimamente se ha desarrollado mucho este tipo de juegos, llegando a crear auténticas vidas paralelas en universos virtuales, como Second Life o World of warcraft.
En esta misma línea, aunque en un sentido algo más amplio, autores como Janet Murray emplean el término "ciberdrama" para denominar la experiencia -y las posibilidades futuras- que ofrece el ordenador para ofrecer, en forma de videojuego, un entorno virtual, enciclopédico, interactivo y espacial en el que el usuario tiene una mayor capacidad de acción. Según esta línea de pensamiento, no compartida por todos los analistas de los videojuegos,[cita requerida] éstos abrirían nuevas posibilidades de narración que superarían las de los medios tradicionales, especialmente las de los libros en papel.